# 趙鏜 (正德進士)
趙鏜（1496年—？），字振夫，號南濱，金吾右衛官籍，湖廣江陵縣人，明朝政治人物。

## 生平
正德十四年（1519年）己卯科順天府鄉試第三十名舉人。正德十六年（1521年）中式辛巳科會試第二百十九名，登第三甲第一百五十八名進士。授金坛县知县，擢升主事，嘉靖六年（1527年）五月选授贵州道监察御史，八年巡按山西，兼任巡关御史，九年十月与巡抚张翰争礼生隙，被令回籍听候，十年八月勘明，被调外任，寻补兖州府推官。历官广信府知府、江西布政司参政，二十二年十二月以考察去职。

## 家族
曾祖趙剛，曾任正千戶；祖父趙欽，曾任正千戶；父趙宣，曾任正千戶。母劉氏。具庆下。弟趙銘、趙鉞、趙鍾。